# Clash at the Castle (2022)
Clash at the Castle est un Premium Live Event de catch (lutte professionnelle) produit par la World Wrestling Entertainment, une fédération de catch américaine, qui est télédiffusée, visible en paiement à la séance, sur le WWE Network. L’événement a eu lieu le 3 septembre 2022, au Principality Stadium à Cardiff, au Pays de Galles. C'est la seconde fois que la WWE organise un PLE en Europe après SummerSlam en Angleterre.

## Contexte
Les spectacles de la World Wrestling Entertainment (WWE) sont constitués de matchs aux résultats prédéterminés par les scénaristes de la WWE. Ces rencontres sont justifiées par des storylines – une rivalité avec un catcheur, la plupart du temps – ou par des qualifications survenues dans les shows de la WWE telles que Raw, SmackDown et NXT. Tous les catcheurs possèdent un gimmick, c'est-à-dire qu'ils incarnent un personnage gentil (Face) ou méchant (Heel), qui évolue au fil des rencontres. Un événement comme Clash of the Castle est donc un événement tournant pour les différentes storylines en cours,.

## Tableau des matchs
| Ordre par numéros | Résultat | Stipulation(s)                                            | Temps |
| --- | --- | --------------------------------------------------------- | ----- |
| 1P | Madcap Moss et The Street Profits (Angelo Dawkins et Montez Ford) battent Austin Theory et Alpha Academy (Chad Gable et Otis) | 6-Man Tag Team match                                      | 6:30  |
| 2 | Damage CTRL (Bayley, Dakota Kai et IYO SKY) bat Bianca Belair, Alexa Bliss et Asuka                                           | 6-Women Tag Team match                                    | 18:45 |
| 3 | Gunther (c) (avec Ludwig Kaiser et Giovanni Vinci) bat Sheamus (avec Ridge Holland et Butch)                                  | Match simple pour le WWE Intercontinental Championship    | 19:30 |
| 4 | Liv Morgan (c) bat Shayna Baszler                                                                                             | Match simple pour le WWE SmackDown Women's Championship   | 11:00 |
| 5 | Rey Mysterio et Edge (avec Dominik Mysterio) battent The Judgment Day (Damian Priest et Finn Bálor) (avec Rhea Ripley)        | Tag Team match                                            | 12:35 |
| 6 | Seth "Freakin" Rollins bat Matt Riddle.                                                                                       | Match simple                                              | 17:20 |
| 7 | Roman Reigns (c) bat Drew McIntyre                                                                                            | Match simple pour l'Undisputed WWE Universal Championship | 30:45 |
| La lettre C placée entre parenthèses désigne la personne ou l’équipe championne en titre. P – indique que le match a eu lieu lors du pré-show | |                                                           |       |